# Miss Kentucky USA
Miss Kentucky USA es el certamen que selecciona a la representante del estado de Kentucky en el certamen de Miss USA. Actualmente está dirigida por Proctor Productions y anteriormente fue dirigida por Connie Clark Harrison, Miss Kentucky USA 1976.

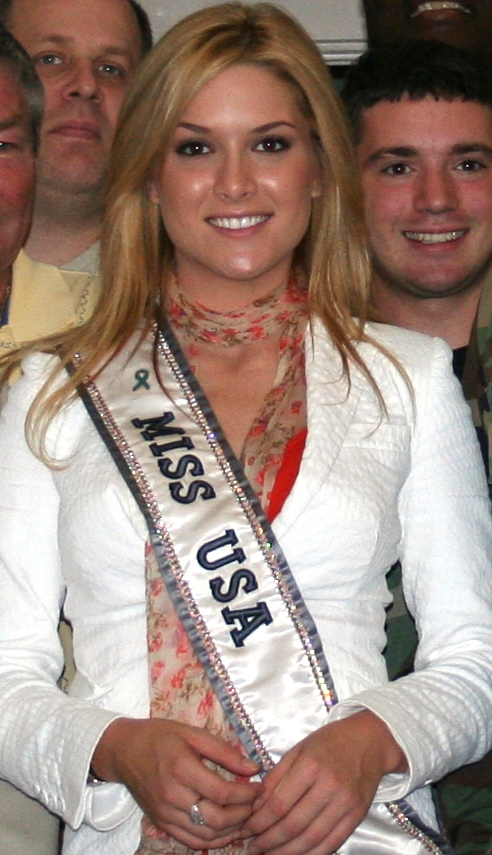
Tara Conner, Miss Kentucky USA 2006 y Miss USA 2006.

Tara Conner se convirtió en la primera representante de Kentucky en ganar Miss USA, luego de ser coronada como Miss USA 2006. Más tarde terminó como cuarta finalista en Miss Universo 2006. Elle Smith luego se convirtió en la segunda representante de Kentucky en ganar Miss USA, siendo coronada como Miss USA 2021.
Tres concursantes de Miss Kentucky USA han tenido el título de Miss Kentucky Teen USA en el Miss Teen USA. Dos Miss Kentucky USA han competido en el Miss America, en la cual una representó a Wyoming.
Madalyne Kinnett de Lexington fue coronada Miss Kentucky USA 2023 el 25 de febrero de 2023 en The Center for Rural Development en Somerset. Representará a Kentucky por el título de Miss USA 2023.

## Cobertura en los medios
En 2006, se reportó que la Miss Kentucky USA 2002, Elizabeth Arnold tenía una relación con Nick Lachey. El mismo año que Tara Conner se convirtió en la primera Miss Kentucky USA en ganar el título de Miss USA, poniendo a Kentucky en el top por segundo año consecutivo, después de que Kristen Johnson quedara como segunda finalista en 2005. Luego se vio en vuelta en problemas relacionados con el alcoholismo y la cocaína, y besó Miss Teen USA Katie Blair.  Conner se le permitió seguir con la corona, pero se le ordenó que se metiera a una rehabilitación.  
En 2008, Miss Kentucky USA Alysha Harris estuvo envuelta en un escándalo en el que se le vio en unas fotos sexuales con uno de los New England Patriots Randy Moss de la NFL.

## Resultados

### Clasificaciones
- Ganadoras: Tara Conner (2006), Elle Smith (2021)
- Segundas finalistas: Kristen Johnson (2005)
- Terceras finalistas: Julie Andrus (1965)
- Cuartas finalistas: Johanna Reid (1964), Patricia Barnstable (1971), Lisa Devillez (1980), Kristina Chapman (1982), Maria Montgomery (2009).
- Top 6: Tiffany Tenfelde (1990), Angela Hines (1992).
- Top 12: Carol Wallace (1975), Mitzi Jones (1995).
- Top 11: Katie George (2015).
- Top 15/20: Mary Ann Stice (1953), Marcia Chumbler (1961).

Kentucky tiene un récord de 16 clasificaciones en Miss USA.

### Premios
- Miss Simpatía: June Pinkley (1968), Connie Clark (1976), Kia Hampton (2011)
- Miss Fotogénica: Robin Overby (1985)
- Mejor Traje Estatal: Charlesy Gulick (1974)

## Ganadoras
Colores clave
- Declarada como ganadora
- Terminó como finalista
- Terminó como una de las semifinalistas o cuartofinalistas

| Año     | Nombre                  | Ciudad natal        | Edad | Posición en Miss USA             | Premios especiales en Miss USA | Notas |
| ------- | ----------------------- | ------------------- | ---- | -------------------------------- | ------------------------------ | --- |
| 2023    | Madalyne Kinnett        | Lexington           |      |                                  |                                | |
| 2022    | Elizabeth «Lizzy» Neutz | Louisville          | 22   |                                  |                                | |
| 2021    | Elle Smith              | Louisville          | 23   | Miss USA 2021                    |                                | - Top 10 en Miss Universo 2021 |
| 2020    | Lexie Iles              | Louisville          | 23   |                                  |                                | Anteriormente Miss Ohio Teen United States 2016 (Top 15 en Miss Teen United States 2016)                                                                                 |
| 2019    | Jordan Weiter           | Louisville          | 22   |                                  |                                | |
| 2018    | Braea Tilford           | Louisville          | 25   |                                  |                                | |
| 2017    | Madelynne Myers         | Louisville          | 22   |                                  |                                | |
| 2016    | Kyle Hornback           | Louisville          | 20   |                                  |                                | |
| 2015    | Katie George            | Louisville          | 21   | Top 11                           |                                | Avanzó al Top 11 por ser ganadora de la votación de los fans |
| 2014    | Destin Kincer           | Whitesburg          | 21   |                                  |                                | |
| 2013    | Allie Leggett           | Condado de McCreary | 19   |                                  |                                | Playboy Playmate del mes de diciembre de 2017 |
| 2012    | Amanda Mertz            | Louisville          | 25   |                                  |                                | Chica Monster Energy |
| 2011    | Kia Hampton             | Louisville          | 21   |                                  | Miss Simpatía                  | Más tarde miembro de Pussycat Dolls |
| 2010    | Kindra Clark            | Mt. Washington      | 19   |                                  |                                | |
| 2009    | Maria Montgomery        | Danville            | 19   | Cuarta finalista                 |                                | |
| 2008    | Alysha Harris           | Carrollton          | 20   |                                  |                                | Posteriormente representó a Kentucky en Miss U.S. International 2020 |
| 2007    | Michelle Banzer         | Louisville          | 24   |                                  |                                | Primera mujer perteneciente a una minoría en ganar el concurso estatal                                                                                                   |
| 2006    | Tara Conner             | Russell Springs     | 20   | Miss USA 2006                    |                                | - Anteriormente Miss Kentucky Teen USA 2002 (Segunda finalista y Mejor en Traje de Baño en Miss Teen USA 2002) - Cuarta finalista en Miss Universo 2006                  |
| 2005    | Kristen Johnson         | Slaughters          | 23   | Segunda finalista                |                                | - Anteriormente Miss Kentucky Teen USA 2000 (2.ª finalista y Miss Fotogénica en Miss Teen USA 2000) - Concursante de Fear Factor en 2005 en el episodio 5.29 de Miss USA |
| 2004    | Lauren Stengel          | Louisville          | 22   |                                  |                                | |
| 2003    | Lori Mitchell           | Scottsville         | 21   |                                  |                                | Reportera de WRCB en Chattanooga |
| 2002    | Elizabeth Arnold        | Columbia            | 24   |                                  |                                | - Anteriormente Miss Kentucky Teen USA 1998 - Aparece en The Real Housewives of Orange County                                                                            |
| 2001    | Jo Pritchard            | Hardin              | 20   |                                  |                                | |
| 2000    | Jolene Youngster        | Glasgow             | 18   |                                  |                                | |
| 1999    | Lori Menshouse          | Ashland             | 25   |                                  |                                | Anteriormente Miss Kentucky 1997 |
| 1998    | Nancy Bradley           | Franklin            |      |                                  |                                | |
| 1997    | Rachyl Hoskins          | Liberty             | 22   |                                  |                                | |
| 1996    | Lorie West              | Campbellsville      | 22   |                                  |                                | |
| 1995    | Mitzi Jones             | White Plains        |      | Top 12                           |                                | |
| 1994    | Kim Buford              | Paducah             |      |                                  |                                | |
| 1993    | Karen Gibson            | Kevil               |      |                                  |                                | |
| 1992    | Angela Hines            | Maysville           |      | Top 6                            |                                | |
| 1991    | Susan Farris            | Benton              | 24   | Finalista al Mejor Traje Estatal |                                | |
| 1990    | Tiffany Tenfelde        | Lakeside Park       |      | Top 6                            |                                | |
| 1989    | Veronica Hensley        | Danville            |      |                                  |                                | |
| 1988    | Suzanne Pitman          | Murray              |      |                                  |                                | |
| 1987    | Beth Ann Clark          | Mayfield            | 21   |                                  |                                | Portavoz de la cerveza Guinness, Modelo de portada ilustrada de trajes de baño del año 1989, Mrs. Kentucky United States 1999, Mrs. Georgia America 2001                 |
| 1986    | Jackie Taylor           | Paducah             |      |                                  |                                | |
| 1985    | Robin Overby            | Calvert City        |      |                                  | Miss Fotogénica                | 1.ª finalista en Miss Mundo Estados Unidos 1979 |
| 1984    | Tammy Melendez          | Murray              |      |                                  |                                | |
| 1983    | Lee Ann Austin          | Benton              |      |                                  |                                | |
| 1982    | Kristina Leah Chapman   | Owensboro           | 19   | Cuarta finalista                 |                                | |
| 1981    | Denise Gibbs            | Paducah             |      |                                  |                                | |
| 1980    | Lisa Devillez           | Owensboro           |      | Cuarta finalista                 |                                | |
| 1979    | Linda Passmore          | Hopkinsville        |      |                                  |                                | |
| 1978    | Linda Woodruff          | Louisville          |      |                                  |                                | |
| 1977    | Sandy Smith             | Princeton           |      |                                  |                                | |
| 1976    | Connie Clark            | Benton              |      |                                  | Miss Simpatía                  | Ex directora de los concursos Miss Kentucky USA y Miss Kentucky Teen USA bajo su nombre de casada, Connie Clark-Harrison                                                 |
| 1975    | Carol June Wallace      | Somerset            |      | Top 12                           |                                | Más tarde Miss Wyoming 1976, madre de Miss Kentucky 2002, Mary Catherine Correll                                                                                         |
| 1974    | Charlesy Gulick         | Williamstown        |      |                                  | Mejor Traje Estatal            | |
| 1973    | Nancy Coplen            | Mayfield            |      |                                  |                                | |
| 1972    | Tamara Branstetter      | Summer Shade        |      |                                  |                                | |
| 1971    | Patricia Barnstable     | Louisville          |      | Cuarta finalista                 |                                | |
| 1970    | Joanna Smith            | Morgantown          |      |                                  |                                | |
| 1969    | Regina Pryor            |                     |      |                                  |                                | |
| 1968    | June Pinkley            |                     |      |                                  | Miss Simpatía                  | |
| 1967    | Debbie Dibble           |                     |      |                                  |                                | |
| 1966    | Jennifer Burcham        |                     |      |                                  |                                | |
| 1965    | Julie Andrus            | Mayfield            |      | Tercera finalista                |                                | |
| 1964    | Johanna Reid            |                     |      | Cuarta finalista                 |                                | |
| 1963    | Mary Ann Arnold         |                     |      |                                  |                                | |
| 1962    | Sally Margaret Carter   | Lowes               |      |                                  |                                | |
| 1961    | Marcia Chumbler         | Mayfield            |      | Top 15                           |                                | |
| 1960    | Barbara Joan Lovins     |                     |      |                                  |                                | |
| 1959    | Sherree Owens           |                     |      |                                  |                                | |
| 1958    | Shannon Beasley         |                     |      |                                  |                                | |
| 1955-57 | No compitió             |                     |      |                                  |                                | |
| 1954    | Nikki Horner            |                     |      |                                  |                                | |
| 1953    | Mary Stice              |                     |      | Top 20                           |                                | |
| 1952    | Jean Tingle             |                     |      |                                  |                                | |